# Zhutňování půd

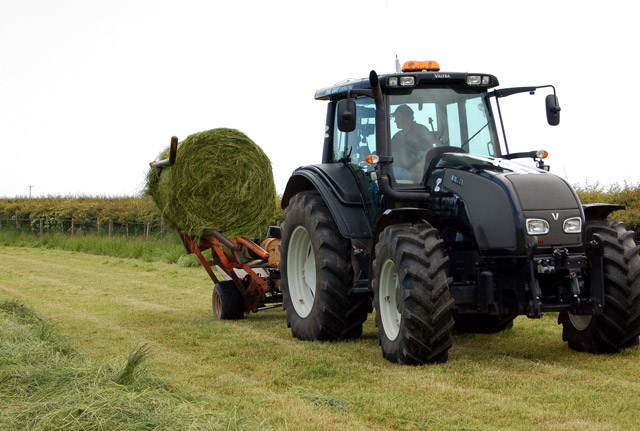
Těžká technika

Zhutňování půd (pedokompakce) je proces fyzikální degradace struktury půdy. Jde v podstatě o stlačování půdy, snižování její retenční schopnosti (schopnost zadržovat vodu) a její úrodnosti. Snižování retence půdy zvyšuje povrchový odtok, který je spojen s erozí půdy a vznikem povodní. Zhutňování je způsobeno především pojezdem a prokluzováním těžké techniky, jako jsou traktory a kombajny. Obranou bývá hloubkové kypření. Orba eliminuje utužení v ornici, ale zvyšuje utužení vrstev pod ornicí. Po hloubkovém kypření je pro zachování vhodné struktury půdy potřeba oset pole plodinami, které kořeny (brukvovité, pícniny) obsadí pukliny po podrývání a zamezí na určitý čas následnému zhutnění. V bezoreném hospodaření s využíváním meziplodin a dostatkem organické hmoty je utužení půdy rovnoměrné v celém půdním profilu, takže kořeny rostlin jsou schopné využít vodu a živiny z půdního profilu, dle hloubky 0,4–1 m. Zhutněním rozumíme nežádoucí stav půdy, charakterizovaný vysokou objemovou hmotností půdy a její nízkou celkovou pórovitostí. Výraz utužení používáme pro cílenou úpravu nadměrně kypré ornice válením nebo použitím pěchů.

## Řízené zhutňování
Pro určité aplikace například ve stavebnictví je naopak žádoucí mít půdu co nejvíce zhutněnou. K tomu slouží zhutňovací stroje, například vibrační pěch.

## Snížení zhutňování
Jednou z možných forem snížení zhutnění zemědělské půdy je systém CTF (Controlled Traffic Farming), neboli řízený provoz zemědělských strojů po pozemcích. Tento systém je založený na  principu snížení množství celkových přejezdů zemědělských strojů po celých pozemcích. Základ tvoří dostatečná technologická vybavenost, důslednost a preciznost. Podklad tvoří mapa pozemku, která byla vytvořena v navigačním systému. Při vytváření mapy se bere v potaz svažitost a tvar pozemku a v neposlední řadě také objekty, které se vyskytují na pozemku. Důležitou složkou vytváření trvalých jízdních stop jsou rozměry strojů a jejich přípojných zařízení. Na základě těchto skutečností dojde k vytvoření trvalých jízdních stop, po kterých se zemědělské stroje pohybují.
Zavedení CTF vede k poklesu pojezdů po celém pozemku z 90% až na 30%. Díky poklesu dochází k menšímu zhutnění, které vede ke zlepšení produkčních a mimoprodukčních funkcí zemědělské půdy. 

## Archeologie
Díky přirozenému zhutnění napadaného materiálu do prostoru, kde dříve byly základy stavby, lze identifikovat rozdíl oproti okolnímu materiálu a tím i tzv. negativ základů. Lze tak doložit existenci a podobu jinak už zaniklé stavby.